# Volví
«Volví» es una canción de bachata y reguetón de la banda dominicana-estadounidense Aventura y el cantante puertorriqueño Bad Bunny. Fue lanzado el 3 de agosto de 2021 a través de Rimas Entertainment. La canción se posicionó en el número 22 de la lista Billboard Hot 100 en Estados Unidos, convirtiéndose en la canción de mayor audiencia del grupo en el país.

## Antecedentes
A principios de agosto de 2021, Aventura compartió una vista previa de la canción en Twitter, anunciando la colaboración, con Bad Bunny publicando imágenes fijas del video, así como una foto de él con los miembros de Aventura en su página de Instagram.

## Composición
«Volví» combina licks de guitarra de bachata con tambores de reguetón.

## Vídeo musical
El vídeo musical fue lanzado el 3 de agosto de 2021, junto con la canción. Fue dirigido por Kacho López Mari en San Juan, Puerto Rico. En él, Aventura y Bad Bunny interpretan la canción en una pista de baile "repleta", mientras que una pareja que baila junta terminan solos juntos al final de la noche.

## Posicionamiento en listas
| Lista (2021)                          | Mejor posición |
| ------------------------------------- | -------------- |
| Argentina (Argentina Hot 100)         | 29             |
| Bolivia (Monitor Latino)              | 17             |
| Canadá (Canadian Hot 100)             | 82             |
| Colombia (National-Report)            | 26             |
| Colombia (Promúsica)                  | 4              |
| Costa Rica (Monitor Latino)           | 6              |
| Ecuador (Monitor Latino)              | 18             |
| El Salvador (Monitor Latino)          | 12             |
| Eslovaquia (Rádio Top 100)            | 40             |
| España (Top 100 Canciones)            | 3              |
| Estados Unidos (Billboard Hot 100)    | 22             |
| Estados Unidos (Hot Latin Songs)      | 1              |
| Estados Unidos (Latin Airplay)        | 1              |
| Estados Unidos (Tropical Airplay)     | 1              |
| Estados Unidos (Latin Rhythm Airplay) | 1              |
| Estados Unidos (Monitor Latino)       | 19             |
| Global 200 (Billboard)                | 11             |
| Honduras (Monitor Latino)             | 3              |
| México (AMPROFON Top Streaming)       | 3              |
| Nicaragua (Monitor Latino)            | 7              |
| Panamá (Monitor Latino)               | 13             |
| Paraguay (Monitor Latino)             | 9              |
| Portugal (AFP)                        | 72             |
| Puerto Rico (Monitor Latino)          | 1              |
| República Dominicana (Monitor Latino) | 1              |
| Suiza (Schweizer Hitparade)           | 24             |
| Venezuela (Monitor Latino)            | 16             |

## Certificaciones
| País   | Organismo certificador | Certificación | Ventas certificadas | Ref.   |
| ------ | ---------------------- | ------------- | ------------------- | ------ |
| España | PROMUSICAE             | 2× Platino    | 80 000              | [ 34 ] |